# Burgohondo
Burgohondo è un comune spagnolo di 1 214 abitanti situato nella comunità autonoma di Castiglia e León.

## Storia

### Simboli
Lo stemma e la bandiera del comune sono stati adottati ufficialmente il 25 marzo 1999.
Stemma
Vi è rappresentata l'abbazia di Nuestra Señora de la Asunción di Burgohondo ed un pesco, pianta tipica del paese che ne è divenuta il simbolo.
Bandiera